# 도지정
도지정(東児町)은 오카야마현 고지마군에 설치되었던 정이다. 현재의 다마노시에 해당한다.